# نوروز (نام)
نوروز ممکن است به یکی از موارد زیر اشاره داشته باشد:
- نوروز محمدف
- نوروز منگل
- آلپ نوروز
- عمونوروز